# SPANK HAPPY
SPANK HAPPY（スパンク・ハッピー）は日本のポップ・ミュージックグループ（初期）、デュエットチーム（後期）である。1992年結成、2006年10月に解散。2018年に再始動。

## メンバー
- 第一期
  - 菊地成孔（サックス）
  - ハラミドリ（ボーカル）1998年脱退
  - 河野伸（キーボード・作曲）1997年脱退
- 第二期
  - 菊地成孔（ヴォーカル、サックス）
  - 岩澤瞳（ボーカル）2004年引退
- 岩澤脱退後
  - 菊地成孔（ヴォーカル、サックス）
  - ドミニク・ツァイ（2004年9月11日のバンコク公演を無断キャンセル、自然消滅的に脱退）
  - 野宮真貴 2006年10月20日、22日にゲスト参加
    - そのほか3名の女性がゲストとして参加
    - ドミニク脱退後は、女性ヴォーカルに毎回違う人をゲストに招聘した。

- 第三期
  - Boss the NK a.k.a. 菊地成孔
  - OD a.k.a. 小田朋美

## 概要
結成当初はリーダーを持たない平等なユニットであったが、河野とハラが相次いで脱退し岩澤が加入して以降、菊地が実質的なリーダーとして活動していた。ハラミドリ脱退までを「第一期」または旧スパンクス、岩澤瞳加入から2006年の解散までを「第二期」または新スパンクス、2018年の再始動以降を「第三期」と呼ぶ。「第二期」と言えば岩澤在籍時の期間のみを指すこともあるが、岩澤脱退から2006年の解散までの時期について菊地は「この時期を、第三期、第四期、という風に数えないのは、単に音源の発売が無かったからで、マイルスに於けるロストクインテットのようなものです」 と説明している。また菊地は第三期を「最終SPANK HAPPY」と位置付けている。
グループ名は菊地の発案によるもので、ドイツのグループ「スラップ・ハッピー（英: Slapp Happy）」のもじりであり、ヴォーカルであったダグマー・クラウゼ自身からも許諾を得たという。
第二期のSPANK HAPPYについて菊地は、自身と岩澤との年齢差が16歳離れていて、「年の離れたデュエットチームというあまり日本の音楽シーンに無いという部分がアイデンティティです」と発言していた。また、ヒットチャートを狙うつもりでいたが、次第にアーティスティックになっていき、もっと時代や日本という国に必要な物とかがきっとあるだろうという風に考えが変わってきたと述べた。
サウンド面では、菊地が個人的に幼少時に強烈な印象を受け愛好しているファッションショーの為の音楽、「ウォーキング・ミュージック」なる菊地が仮定した概念へのアプローチが強く、「ヒットチャートを狙う・アーティスティックに」という表面上のアティテュードの変化はあるとしても、根本にあるのはファッションショーで使われる音楽にしたいと述べた。制作中、常に色んな時代の色んなメゾンのファッションショーをモニターに映していたという。
また、「Vendôme, La Sick Kaiseki」の詞で述べられている様に、菊地がウィーンに訪れた際、ニューイヤーコンサートにて大人も子供も燕尾服・モーニング・フォーマルウェア・ワルツ用の格好でビシッとしていながら、そのまま二次会ではクラブイベントがあり、同じウィーンの大舞踏会場の違う部屋にBOSEのスピーカーが置いてあり、二階の上の席にDJブースが付いていて、バリライトがあり、聞いた事も無いクラブ・ミュージックが流れみんなが踊っているという光景に衝撃を受け、「これがSPANK HAPPYだなと思いました。ああいう事を日本で出来たら面白いなと思いました。」と語った。

## 来歴

### 第一期
1992年に、ハラミドリ（ヴォーカル）、菊地成孔（サックス）、河野伸（キーボード）のメンバーで結成される。音楽性としてはヴォーカル中心のポップスで、ヒットチャートに乗るような音楽を目指していたという。作詞は菊地とハラ、作曲は全員の持ち寄りだった。楽曲トラックの制作においては、現役ジャズマンである菊地がブラスアレンジメントを担当。アイドルのオケ制作などをしていた河野が、全体のアレンジに大きな影響力を持っていた。
1994年東芝EMIよりデビュー、楽曲がテレビ番組のテーマ曲に使用されることがあったが、大きなヒットには至らなかった。ライブおよびレコーディングに参加していたミュージシャンとしては、村田陽一（トロンボーン）、今堀恒雄（ギター）、大友良英（ギター）、内橋和久（ギター）、水谷浩章（ベース）、メッケン（ベース）、ナスノミツル（ベース）、岡部洋一（パーカション）、芳垣安洋（パーカッション）、外山明（パーカッション）、ASA-chang（パーカッション）、三沢泉（パーカッション）、植村昌弘（パーカッション）などが挙げられる。
1997年11月に河野伸が脱退。以降は2人で活動を継続するが、1998年に菊地成孔が壊死性リンパ結節炎という日本でもきわめて症例の少ない病気にかかり東京女子医大・耳鼻咽喉科に入院、スパンク・ハッピーの活動が休止する。1998年10月11日にはハラミドリが脱退し、事実上、第一期スパンク・ハッピーが終了する。

### 第二期
ただ一人残ったオリジナルメンバーの菊地成孔は、活動を継続すべくヴォーカルの選考を繰り返す。1999年、岩澤瞳をヴォーカルに迎え、菊地成孔とのデュエットチームとして活動を再開。第一期のJ-POP風の音楽性から一転、クラブミュージック・渋谷系寄りのアプローチを取る。ライブのオケは菊地と親交のある演奏者達による生演奏ではなく、カラオケトラックが用いられ、菊地が主にサックスではなくヴォーカルを取った。
2001年には、正式音源が発表されていない時点にもかかわらず、雑誌『クイックジャパン』がスパンク・ハッピー特集を組み、一部にマニアックな評価を得る。同年11月26日に、ベルウッドレコードより第二期のファーストシングル『インターナショナル・クライン・ブルー』を発表。それまでライブで使用していたオケの音とは方向性が変わっており、ハウス色が濃くなっている。ちなみに、インターナショナル・クライン・ブルーとはフランスの画家イヴ・クラインが発案・特許取得した青色のことである。以降、シングル『ANGELIC』（2002年4月26日）、ファーストアルバム『COMPUTER HOUSE OF MODE』（2002年9月4日）を発表。
2003年12月3日、セカンドアルバム『Vendôme,la sick Kaiseki』を発表。まもなくして口パクでのライブを宣言。また、過去にライブで披露されていた「普通の恋」であるが、菊地のホームページ日記上で「歌詞を無くしたので誰か提供してくれ」という旨が書かれ、突如ライブで披露される（歌詞カードを見ながらであった）。それまで「普通の恋」を披露しなかったのは、歌詞の内容などが菊地の不安神経症（2002年発症）に悪影響を及ぼすため、披露する意志がないと説明されていた。後に、2004年1月に菊地成孔 feat.岩澤瞳名義でリリースに至る（発売当初の菊地のインタビューによれば、音源製作に対する強い要望があったが、もともとSPANK HAPPYのために書かれた曲ではなく、従来のSPANK HAPPYの作風とは一線を画すため別名義でリリースに至ったとのことである）。2004年4月5日に岩澤が脱退（引退）する。

#### 岩澤脱退後
菊地は新ヴォーカルを迎えての活動継続を宣言し、ネット上での新ヴォーカル募集などを経て、最終的には台湾人のドミニク・ツァイをヴォーカルに迎える。 2004年6月20日、東京飯田橋・日仏学院で行われた「フェット・ドゥ・ラ・ミュージック(fête de la musique)」にて、ドミニク参加後の初ライブが行われる。以前からの口パク路線を踏襲してはいたが、ヴォーカルトラックが新たにドミニクの声で録音し直されていた。英語のみならず仏語も堪能なドミニクは、歌パート以外に仏語の語りパートも録音していた。以降、活動が軌道に乗るかと思われたが、ドミニクは活動継続の意志を失ったらしく、2004年9月11日のバンコク公演を無断キャンセル、自然消滅的に脱退した。
以降は、ライブの度ごとに女性ヴォーカルをゲスト（菊地は「マネキン」と称している）として迎えるスタイルで散発的に活動を行う。迎えられたゲストの素性は一切明らかにされず、ライブも岩澤瞳時代のCDトラックをそのまま流す口パクで、ゲスト達がどのような歌声なのか、そもそも歌手なのかも不明だった（後に菊地のホームページにて、東大駒場祭やオンエアネストでのライブに参加したのが、縣亜希という女性だったことが明らかにされている）。
2006年10月、菊地により解散が宣言される。活動の最後となった2006年10月20日と22日のライブ（スパークスの前座）には、野宮真貴がヴォーカルに迎えられていた。
2007年10月、「第一期」のアルバム2枚（ボーナス・トラックとしてシングル曲や未発表曲を追加）がEMIミュージック・ジャパンより復刻された。
2011年、相対性理論のアルバム『正しい相対性理論』で、「QHPMAS」にボーカル・アレンジとして参加。

#### レトロスペクティブ
2023年12月1日、「菊地成孔還暦フェア」の一環として第二期の全5作がサブスク解禁、全3作のMVが公開された。同時に、全曲をDJプレイするイベント「セカンド・スパンクハッピー・レトロスペクティヴ＜DJ premier jour / PERFOrmance le jour suivant＞」の開催が発表された。
2024年4月10日、「Vendôme, la sick KAISEKI」に収録予定だった未発表曲 「ethic」と、シングル「普通の恋」のカップリング曲としてリリースされた「フロイドと夜桜」の別ミックスバージョンにAI修正を施して収録したデジタルシングル『ethic c/w フロイドと夜桜 (sweet voices mix)』をリリースした。

### 第三期
2018年1月21日未明放送のTBSラジオ番組『菊地成孔の粋な夜電波』で菊地が再結成を発表。5月13日のライブイベント『TABOO LABEL Presents GREAT HOLIDAY』（新木場STUDIO COAST）で、菊地扮するBoss the NKと小田朋美扮するODが再始動のステージに立ち、新曲「夏の天才」を披露した。
2019年9月、第三期のファーストアルバム『mint exorcist』のリリースに伴い、正式名称をFINAL SPANK HAPPYに改称した。

## ディスコグラフィ

### 第二期
| 発売日         | 形式             | タイトル                                    | レーベル             | 備考                      |
| -------------- | ---------------- | ------------------------------------------- | -------------------- | ------------------------- |
| 2001年11月26日 | マキシシングル   | インターナショナル・クライン・ブルー        | ベルウッド・レコード |                           |
| 2002年4月26日  | マキシシングル   | ANGELIC                                     | ベルウッド・レコード |                           |
| 2002年9月4日   | アルバム         | Computer House of Mode                      | キングレコード       |                           |
| 2003年12月3日  | アルバム         | Vendôme,la sick Kaiseki                     | キングレコード       |                           |
| 2004年1月28日  | マキシシングル   | 普通の恋                                    | Viewsic Discs        | 菊地成孔 feat. 岩澤瞳名義 |
| 2024年4月10日  | デジタルシングル | ethic c/w フロイドと夜桜 (sweet voices mix) | キングレコード       |                           |

### 第三期
| 発売日         | 形式     | タイトル         | レーベル                | 備考                                                       |
| -------------- | -------- | ---------------- | ----------------------- | ---------------------------------------------------------- |
| 2018年5月30日  | シングル | 夏の天才         | Sony Music Artists Inc. |                                                            |
| 2019年10月1日  | アルバム | mint exorcist    |                         | CDはライブ会場とビュロー菊地オンラインショップのみでの販売 |
| 2020年12月11日 | シングル | SMOOTH ESCALATOR |                         |                                                            |

## タイアップ一覧
| 年     | 曲名                | タイアップ                                  |
| ------ | ------------------- | ------------------------------------------- |
| 1994年 | 走り泣く乙女        | テレビ朝日系『H・I・P』エンディング・テーマ |
| 1995年 | CHOCOLATE FOLK SONG | ロッテ「ロル」CFソング                      |

## ヘビーローテーション/パワープレイ

### テレビ
| 年     | 曲名         | ヘビーローテーション/パワープレイ         |
| ------ | ------------ | ----------------------------------------- |
| 1994年 | 走り泣く乙女 | スペースシャワーTV 1994年8月度POWER PUSH! |